# Верховний жрець Амона

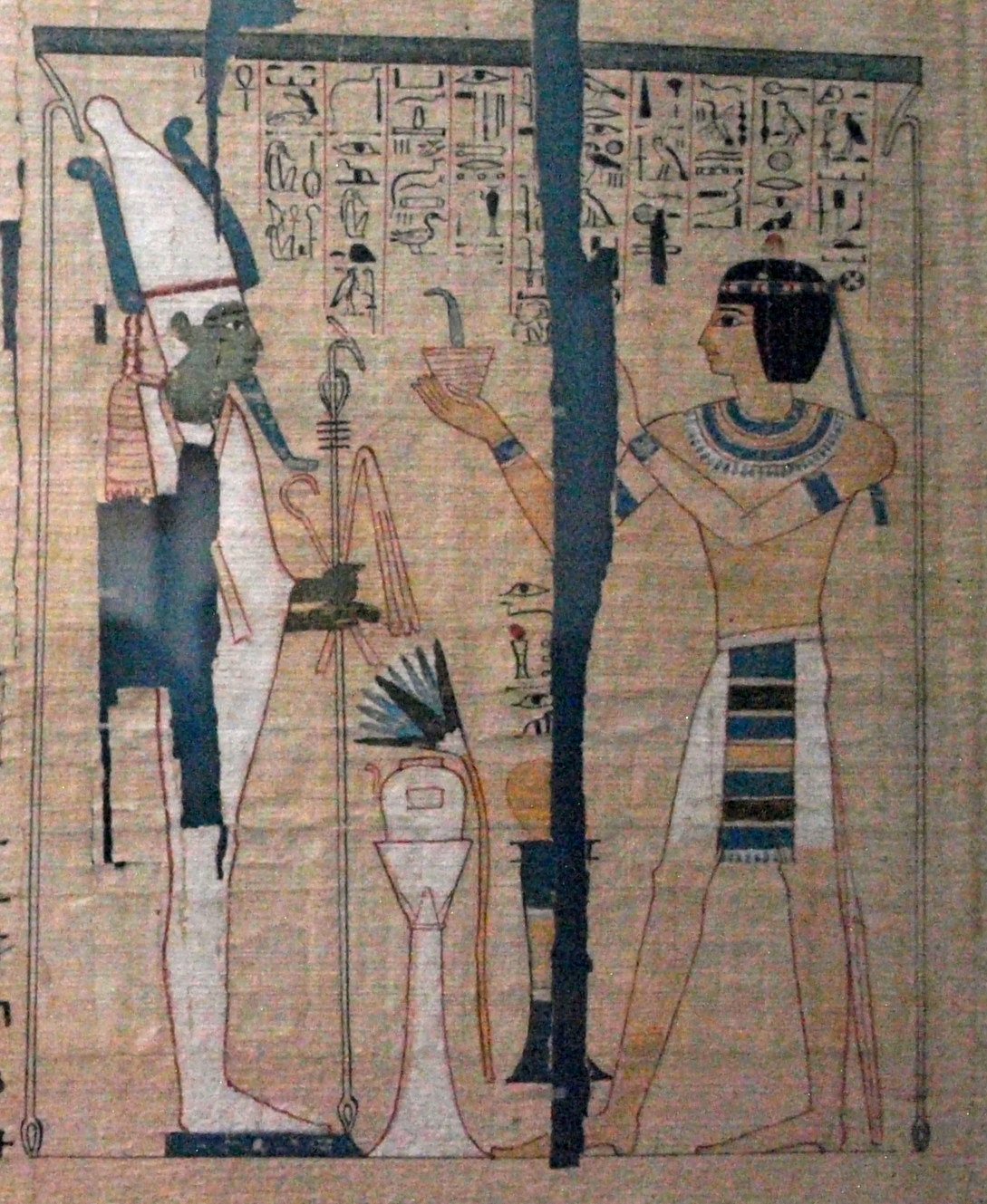
Верховний жрець Амона Пінеджем II (праворуч)

Верховний жрець Амона — найвищий титул серед жерців давньоєгипетського бога Амона.
Інституція верховних жерців Амона виникла за часів XVIII династії, однак, найбільшої могутності жрецтво сягнуло за часів Третього перехідного періоду. У той час верховний жрець був фактичним правителем південної частини країни. Резиденція жерців Амона розміщувалась у місті Фіви.

## Найвідоміші верховні жерці Амона
| Ім'я                               | Фараон або роки понтифікату                | Коментар                                                                        |
| XVIII династія                     | XVIII династія                             | XVIII династія                                                                  |
| ---------------------------------- | ------------------------------------------ | ------------------------------------------------------------------------------- |
| Джехуті                            | Яхмос I                                    |                                                                                 |
| Хапусенеб                          | Хатшепсут                                  |                                                                                 |
| Мері                               | Аменхотеп II                               |                                                                                 |
| Птахмос                            | Аменхотеп III                              |                                                                                 |
| XIX династія                       |                                            |                                                                                 |
| Пасер                              | Рамсес II                                  |                                                                                 |
| XX династія                        |                                            |                                                                                 |
| Рамсеснахт                         | Рамсес IV — Рамсес IX                      |                                                                                 |
| Аменхотеп                          | Рамсеса IX — 12-й рік правління Рамсеса XI | сын Рамсеснахта II                                                              |
| Панехсі                            | Рамсес XI                                  | намісник царства Куш                                                            |
| XXI та XXII династії               |                                            |                                                                                 |
| Герігор                            | Рамсес XI                                  | чоловік Неджемет, дочки Аменхотепа                                              |
| Піанх                              | Рамсес XI                                  | син чи зять Герігора                                                            |
| Пінеджем I                         | бл. 1070–1054 до н. е.                     | син Піанха                                                                      |
| Масагарта                          | бл. 1054–1045 до н. е.                     | син Пінеджема I                                                                 |
| Джедхонсуефанх                     | бл. 1045–1045 до н. е.                     | син Пінеджема I                                                                 |
| Менхеперра                         | бл. 1045–992/1 до н. е.                    | син Пінеджема I                                                                 |
| Смендес II                         | бл. 992–990 до н. е.                       | син Менхеперра                                                                  |
| Пінеджем II                        | 990—969 до н. е.                           | син Менхеперра                                                                  |
| Псусеннес III                      | ?—945/3 до н. е.                           | можливо, одна особа з Псусеннесом II                                            |
| Іупут                              | бл. 940—? до н. е.                         | син Шешонка I                                                                   |
| Шешонк II                          | Такелот I                                  | син Осоркона I                                                                  |
| Іувелот                            | Такелот I                                  | син Осоркона I                                                                  |
| Смендес III                        |                                            | син Осоркона I                                                                  |
| Харсієс I                          |                                            | син Шешонка II                                                                  |
| Харсієс II                         |                                            |                                                                                 |
| Німлот II                          |                                            | син Осоркона II                                                                 |
| Такелот II                         |                                            | син Намілта II                                                                  |
| Осоркон III                        |                                            | син Такелота II                                                                 |
| Шепенупет I                        | Піанхі                                     | «Дружина бога», дочка Осоркона III                                              |
| Аменердіс I                        | Шабака                                     | «Дружина бога», сестра Піанхі й Шабаки, усиновлена Шепенупет I                  |
| Шепенупет II                       | (672, 654)                                 | «Дружина бога», дочка чи сестра Тахарки, усиновлена Аменердіс I                 |
| Нейтікерт (Нітокріс) Шепенупет III |                                            | «Дружина бога», дочка Псамметіха I, 655/4 до н. е. була усиновлена Шепенупет II |